# Eurofly
Eurofly era una compagnia aerea italiana, fondata nel 1989 e specializzata nei voli charter verso tradizionali destinazioni vacanza del mercato sia italiano che estero. Oltre a servire il mercato dei maggiori operatori turistici Italiani, dal 2004 Eurofly si era posizionata anche sul mercato per la destinazione Italia, con il progetto "New York - province italiane", con voli di linea programmati ogni estate da New York verso gli aeroporti di Napoli e Palermo. Questo progetto prevedeva inoltre collegamenti di linea Mosca-Bologna e Mosca-Napoli.
Dal dicembre 2005 Eurofly era quotata alla Borsa Valori di Milano (mercato MTA). Nel dicembre 2006 la proprietà passava alla compagnia aerea Meridiana e, di conseguenza, il 28 febbraio 2010, la società fu integrata completamente in Meridiana.

## Storia
- 1989: viene fondata a Torino la società Eurofly S.p.A con un capitale azionario suddiviso tra Alitalia (45%), "Ing. C. Olivetti & C. S.p.A." (45%) e "San Paolo Finance S.p.A." (10%), allo scopo di effettuare per conto di tour operator voli a medio raggio.
- 1990: inizia l'attività con un volo Malpensa-Gerona-Roma-Gerona-Malpensa per conto di Ford Italia.[2]
- 1998 La società decide ampliare la propria attività anche ai voli di lungo raggio.[3]
- 2000: Eurofly diventa la compagnia charter ufficiale del Gruppo Alitalia.
- 2003: Alitalia cede la quota dell'80% delle azioni di Eurofly a "Spinnaker Luxembourg" che, a luglio 2004, acquista il restante 20%.
- 2004: Eurofly modifica il proprio logo e, di conseguenza, la livrea degli aeromobili, che adesso si caratterizza per una E rossa sul timone di coda.
- 2005: Nel mese di dicembre, Eurofly si quota alla Borsa Valori di Milano. Nei sei mesi successivi alla quotazione il titolo perde circa il 40% del valore nominale di partenza.
- 2006: Eurofly cambia proprietario. Il Fondo Spinnaker vende una quota del 29,9% alla compagnia aerea Meridiana. Cambia anche il management: come amministratore delegato al comandante Augusto Angioletti succede Gianni Rossi (già AD di Meridiana).[4]
- 2007: Crescono le attività di lungo raggio. Il mercato nordamericano è una della principali destinazioni dell'operativo estivo di Eurofly, che rappresenta il principale vettore per numero di destinazioni raggiunte dall'Italia. Eurofly si conferma leader sull'Oceano Indiano, con fino a 7 voli settimanali per Maldive e l'inizio dei collegamenti di linea per Mauritius e, dal 2008, anche per le Seychelles.
- 2008: La società viene ricapitalizzata con due aumenti di capitale, in seguito ai quali la partecipazione di Meridiana sale al 46,10%.
- 2009: Il CDA delibera di procedere all'integrazione in Eurofly del ramo d'azienda di Meridiana attivo nel settore del trasporto aereo (circa il 50% del fatturato complessivo di Meridiana).[5]
- 2010: il 28 febbraio le attività di Eurofly vengono fuse in quelle di Meridiana.

## Sponsor
Eurofly è stato il vettore ufficiale della Nazionale italiana di calcio nel 2006, e ha riportato gli Azzurri vittoriosi con la coppa del mondo. Dalla stagione 2002/03 era gold sponsor dell'Inter.

## Flotta

### Flotta storica
| Aeromobile              | Immagine | In flotta |
| ----------------------- | -------- | --------- |
| Airbus A319-100         |          | 1         |
| Airbus A320-200         |          | 16        |
| Airbus A330-200         |          | 5         |
| Boeing 767-300          |          | 3         |
| Douglas DC-9            |          | 4         |
| McDonnell Douglas MD-82 |          | 10        |
| McDonnell Douglas MD-83 |          | 5         |